# Pedro Strop
Pedro Angel Strop (né le 13 juin 1985 à San Cristóbal, République dominicaine) est un lanceur de relève droitier des Ligues majeures de baseball jouant avec les Cubs de Chicago.

## Carrière

### Rangers du Texas
Pedro Strop signe son premier contrat professionnel en 2002 avec la franchise des Rockies du Colorado. Il évolue en ligues mineures jusqu'en 2008, avant d'être libéré de son contrat et de signer comme agent libre avec les Rangers du Texas.
C'est avec les Rangers que Strop fait ses débuts dans les majeures le 28 août 2009. Rappelé en fin de saison, le jeune releveur est utilisé dans sept parties mais éprouve des difficultés, accordant six points en sept manches lancées.
En 2010, il joue surtout en ligue mineure, mais Texas fait appel à lui pour 15 rencontres. Il ne fait guère mieux que lors de son séjour de l'année précédente, accordant cette fois 12 points, 17 coups sûrs et 11 buts-sur-balles à l'adversaire en à peine 10 manches et deux tiers au monticule.

### Orioles de Baltimore

#### Saison 2011
Le 1er septembre 2011, Strop est échangé aux Orioles de Baltimore en retour du lanceur Mike Gonzalez. Avec les Orioles, il remporte sa première victoire dans les majeures le 7 septembre contre les Yankees de New York. Il ne donne que 0,73 point mérité par partie en 12 sorties et 12 manches et un tiers lancées pour les Orioles, en plus d'accumuler 12 retraits sur des prises. Ajouté à ses chiffres avec Texas, son bilan pour 2011 est de deux gains, un revers, 21 retraits sur des prises en 22 manches et une moyenne de points mérités de 2,05.

#### Saison 2012
Au sein d'un personnel de releveurs efficaces, Strop connaît une bonne saison 2012 avec les Orioles. Il effectue 70 sorties au monticule et cumule 66 manches et un tiers lancées, durant lesquelles sa moyenne ne s'élève qu'à 2,44 points mérités par partie. Il remporte 5 victoires contre 2 défaites et enregistre ses 3 premiers sauvetages en carrière.
Jouant deux matchs séries éliminatoires pour la première fois, il n'accorde qu'un coup sûr et aucun point aux Yankees de New York en deux manches et un tiers lancées. Il est le lanceur gagnant du quatrième match de la Série de division contre New York.

#### Saison 2013
Avec l'équipe de République dominicaine, Pedro Strop remporte la Classique mondiale de baseball 2013 alors qu'il lance 6 manches et deux tiers sans accorder de point durant le tournoi.
Il connaît un début de saison 2013 difficile avec Baltimore : sa moyenne de points mérités s'élève à 7,25 après 22 manches et un tiers. Il compte trois défaites sans aucune victoire à ses 15 premiers matchs lorsqu'un échange l'envoie à Chicago.

### Cubs de Chicago
Le 2 juillet 2013, les Orioles échangent Pedro Strop et un autre lanceur droitier, Jake Arrieta, contre le lanceur droitier Scott Feldman et le receveur Steve Clevenger.
La moyenne de points mérités remise par Strop en 2014 (2,21 en 61 manches lancées) est la meilleure des releveurs des Cubs cette saison-là. Il enregistre 71 retraits sur des prises, réalise deux sauvetages, remporte deux victoires et encaisse quatre défaites en 65 sorties. En novembre, il est impliqué dans un accident de voiture à Saint-Domingue en République dominicaine lorsque son véhicule s'écrase contre un mur, mais le joueur de 29 ans s'en sort indemne.

## Statistiques
| Saison | Équipe                 | G   | GS | CG | SHO | V  | D  | SV | IP    | SO  | ERA   |
| ------ | ---------------------- | --- | -- | -- | --- | -- | -- | -- | ----- | --- | ----- |
| 2009   | Texas                  | 7   | 0  | 0  | 0   | 0  | 0  | 0  | 7.0   | 9   | 7,71  |
| 2010   | Texas                  | 15  | 0  | 0  | 0   | 0  | 0  | 0  | 10.2  | 11  | 10,13 |
| 2011   | Texas Baltimore        | 23  | 0  | 0  | 0   | 2  | 1  | 0  | 22.0  | 21  | 2,05  |
| 2012   | Baltimore              | 70  | 0  | 0  | 0   | 5  | 2  | 3  | 66.1  | 58  | 2,44  |
| 2013   | Baltimore Chicago Cubs | 66  | 0  | 0  | 0   | 2  | 5  | 1  | 57.1  | 66  | 4,55  |
| 2014   | Chicago Cubs           | 65  | 0  | 0  | 0   | 2  | 4  | 2  | 61.0  | 71  | 2,21  |
| 2015   | Chicago Cubs           | 76  | 0  | 0  | 0   | 2  | 6  | 3  | 68.0  | 81  | 2,91  |
| 2016   | Chicago Cubs           | 54  | 0  | 0  | 0   | 2  | 2  | 0  | 47.1  | 60  | 2,85  |
| 2017   | Chicago Cubs           | 69  | 0  | 0  | 0   | 5  | 4  | 0  | 60.1  | 65  | 2,83  |
| 2018   | Chicago Cubs           | 60  | 0  | 0  | 0   | 6  | 1  | 13 | 59.2  | 57  | 2,26  |
| Totaux | Totaux                 | 505 | 0  | 0  | 0   | 26 | 25 | 22 | 459.2 | 499 | 3,05  |

Note : G = Matches joués ; GS = Matches comme lanceur partant ; CG = Matches complets ; SHO = Blanchissages ; 
V = Victoires ; D = Défaites ; SV = Sauvetages ; IP = Manches lancées ; SO = Retraits sur des prises ; ERA = Moyenne de points mérités.